# Thomas Griffen
	Thomas Sydney (Tom) Griffin (Sydney, 19 december 1884 - Sydney, 19 december 1950) was een Australisch rugbyspeler.

## Carrière
Tijdens de Olympische Zomerspelen 1908 werd hij met zijn ploeggenoten kampioen. Griffen speelde als hooker. Griffen speelde in totaal 42 interlands

## Erelijst

### Met Australazië
- Olympische Zomerspelen:  1908